# 1. FC Köln (Frauenfußball)
Der 1. FC Köln (vollständiger Name: 1. Fußball-Club Köln 01/07 e. V.) ist der größte Sportverein in Köln. Der Klub entstand am 13. Februar 1948 aus dem Zusammenschluss der beiden Fußballvereine Kölner BC 01 und SpVgg Sülz 07. Die Frauenfußball-Abteilung wurde jedoch erst am 1. Juli 2009 durch den Übertritt des FFC Brauweiler Pulheim 2000 zum 1. FC Köln gegründet, der damit die Vereinsgeschichte fortführt; dieser war selbst am 1. Juni 2000 durch die Ausgliederung der Frauenfußball-Abteilung des SV Grün-Weiß Brauweiler als eigenständiger Verein gegründet worden.
Der Verein wurde als Grün-Weiß Brauweiler einmal Deutscher Meister und dreimal DFB-Pokalsieger. Die erste Frauen-Mannschaft des 1. FC Köln spielte in den Saisons 2015/16, 2017/18, 2019/20 jeweils ein Jahr Bundesliga; seit 2021/22 ist sie wieder in der höchsten deutschen Liga vertreten.

## Geschichte

### Grün-Weiß Brauweiler (1974 bis 2000)
| Saison                              | Platz | Tore  | Punkte |
| ----------------------------------- | ----- | ----- | ------ |
| 1989/90                             | 4.    | 51:17 | 28:12  |
| 1990/91                             | 1.    | 62:11 | 38:06  |
| 1991/92                             | 2.    | 51:13 | 30:10  |
| 1992/93                             | 2.    | 45:10 | 28:08  |
| 1993/94                             | 2.    | 66:09 | 31:05  |
| 1994/95                             | 1.    | 77:09 | 34:02  |
| 1995/96                             | 1.    | 60:17 | 48     |
| 1996/97                             | 1.    | 59:12 | 47     |
| 1997/98                             | 4.    | 35:28 | 39     |
| 1998/99                             | 9.    | 29:51 | 23     |
| 1999/00                             | 5.    | 50:30 | 39     |
| orange unterlegt: Regionalliga West |       |       |        |

Logo des SV Grün-Weiß Brauweiler

1974 gründete Thomas Meyer eine Trainingsgemeinschaft, aus der die Frauenmannschaft von Grün-Weiß Brauweiler hervorging. Meyer sollte in den folgenden fast 20 Jahren die Mannschaft trainieren, die von Anfang an in der Verbandsliga Mittelrhein, damals die höchste Spielklasse, spielte. 1980 und 1986 musste der Verein die einzigen Abstiege hinnehmen, schaffte aber beide Mal den sofortigen Wiederaufstieg. 1987 verselbständigte sich die Frauenfußballabteilung innerhalb des Vereines, und die Weichen für den steilen Aufstieg wurden gestellt. Zwischen 1989 und 1991 holte der Verein dreimal in Folge den Mittelrheinpokal. Die Qualifikation für die 1990 eingeführte Bundesliga wurde allerdings verpasst.
1991 holte der Verein dies nach und schaffte im gleichen Jahr noch die größte Sensation der DFB-Pokalgeschichte. Als bisher einziger Zweitligist gewann Brauweiler den Pokal durch einen 1:0-Sieg gegen den amtierenden deutschen Meister TSV Siegen. Ein Jahr später stellte Brauweiler den Rekord für den besten Aufsteiger auf. Die Grün-Weißen stürmten auf Anhieb ins Finale, musste sich allerdings Siegen mit 0:2 geschlagen geben. Anfang der 1990er Jahre entwickelte sich zwischen Brauweiler und Siegen eine große Rivalität. 1993 verlor Brauweiler im Pokalfinale nach Elfmeterschießen gegen Siegen.
Friedhelm Fröhlich übernahm im Sommer 1993 das Traineramt. Wieder verlor Brauweiler das Meisterschaftsfinale gegen Siegen, gewann aber den Pokal und den Supercup – gegen Siegen. Im Februar 1994 wurde erstmals der DFB-Hallenpokal der Frauen ausgespielt, und Brauweiler trug sich als erster Verein in die Siegerliste ein. Brauweilers Ruf als „ewiger Zweiter“ sollte sich weiter festigen. 1995 verlor man das Meisterschaftsfinale gegen den FSV Frankfurt, nachdem Brauweiler erstmals Sieger der Nordgruppe geworden war. Anfang 1996 wurde Hans-Jürgen Tritschoks neuer Trainer. Unter ihm sollte 1997 der Fluch endlich besiegt werden: Brauweiler besiegte den FC Rumeln-Kaldenhausen nach Elfmeterschießen und wurde erstmals Deutscher Meister. Eine Woche später gewann Brauweiler durch einen 3:1-Sieg über den FC Eintracht Rheine den Pokal. Außerdem gewann Brauweiler zum zweiten Mal den Supercup.
Nach einem vierten Platz in der erstmals eingleisigen Bundesliga geriet Brauweiler 1999 mit einer stark verjüngten Mannschaft in Abstiegsgefahr. Erst am letzten Spieltag konnte man sich durch einen 1:0-Sieg über den FFC Heike Rheine aus eigener Kraft retten.

### FFC Brauweiler Pulheim (2000 bis 2009)
| Saison                                                            | Platz | Tore   | Punkte |
| ----------------------------------------------------------------- | ----- | ------ | ------ |
| 2000/01                                                           | 04.   | 56:032 | 37     |
| 2001/02                                                           | 07.   | 37:027 | 33     |
| 2002/03                                                           | 06.   | 41:027 | 31     |
| 2003/04                                                           | 11.   | 30:057 | 15     |
| 2004/05                                                           | 01.   | 95:025 | 56     |
| 2005/06                                                           | 10.   | 24:079 | 13     |
| 2006/07                                                           | 12.   | 15:100 | 0      |
| 2007/08                                                           | 12.   | 25:064 | 14     |
| 2008/09                                                           | 01.   | 64:025 | 62     |
| grün unterlegt: 2. Bundesliga orange unterlegt: Regionalliga West |       |        |        |

Am 1. Juli 2000 wurde aus der Frauenfußballabteilung des SV Grün-Weiß Brauweiler der FFC Brauweiler Pulheim. Sportlich musste sich die Mannschaft nach einem Zwischenhoch wieder nach unten orientieren, besonders nachdem Bettina Wiegmann und Maren Meinert in die US-amerikanische Profiliga WUSA gewechselt waren. 2003 kehrte Friedhelm Fröhlich auf die Trainerbank zurück. Auch er konnte 2004 den Abstieg nicht verhindern.
Brauweiler spielte nun in der neu geschaffenen 2. Bundesliga. Überlegen sicherte sich die Mannschaft die Meisterschaft der Nordgruppe und schaffte den sofortigen Wiederaufstieg. Im Oberhaus angekommen konnte Brauweiler erst am letzten Spieltag durch ein 1:1 gegen den VfL Sindelfingen die Klasse halten. Nachdem einige Leistungsträgerinnen ihre Karriere beendet hatten, musste Brauweiler mit einer kaum konkurrenzfähigen Mannschaft in die Saison 2006/07 gehen. Ohne auch nur einen einzigen Punkt zu gewinnen, stieg die Mannschaft in die 2. Bundesliga ab.
Die sportliche Talfahrt setzte sich auch in der 2. Bundesliga Süd fort. Am 9. April 2008 musste der Verein aufgrund von Steuerforderungen des Finanzamts einen Insolvenzantrag stellen. Die Mannschaft belegte erneut den letzten Platz und wurde in die drittklassige Regionalliga West durchgereicht. In der Saison 2008/09 gelang der Mannschaft bereits frühzeitig die Sicherung des Meistertitels in der Regionalliga. Zum 1. Juli 2009 folgte der Übertritt zum 1. FC Köln.

### 1. FC Köln (seit 2009)
| Saison                        | Platz | Tore  | Punkte |
| ----------------------------- | ----- | ----- | ------ |
| 2009/10                       | 03.   | 54:24 | 45     |
| 2010/11                       | 02.   | 74:19 | 51     |
| 2011/12                       | 03.   | 36:28 | 33     |
| 2012/13                       | 02.   | 66:14 | 55     |
| 2013/14                       | 02.   | 67:22 | 53     |
| 2014/15                       | 01.   | 67:14 | 62     |
| 2015/16                       | 12.   | 20:60 | 12     |
| 2016/17                       | 02.   | 48:23 | 47     |
| 2017/18                       | 11.   | 08:78 | 11     |
| 2018/19                       | 03.   | 51:33 | 47     |
| 2019/20                       | 11.   | 22:60 | 17     |
| 2020/21                       | 01.   | 49:10 | 46     |
| 2021/22                       | 08.   | 22:45 | 22     |
| 2022/23                       | 09.   | 20:44 | 19     |
| 2023/24                       | 10.   | 25:43 | 18     |
| 2024/25                       | 10.   | 18:51 | 14     |
| grün unterlegt: 2. Bundesliga |       |       |        |

Die Mannschaft wurde zur Saison 2009/10 verstärkt. Die meiste Aufmerksamkeit verursachte der Transfer von Weltmeisterin Sonja Fuss vom amtierenden DFB-Pokalsieger und Gewinner des UEFA Women’s Cups FCR 2001 Duisburg zum FC. Gemäß diverser Pressemeldungen und Pressemitteilungen des Vereins wurde der Aufstieg in die 1. Bundesliga angestrebt. Dies hätte die Mannschaft in der Saison 2010/11 auch fast geschafft, musste sich aber am Ende der Saison mit dem zweiten Platz hinter dem SC Freiburg zufriedengeben. Zwei Jahre später reichte es erneut nur zur Vizemeisterschaft hinter der TSG 1899 Hoffenheim. Die Entscheidung fiel erst am letzten Spieltag, als die Kölnerinnen im direkten Duell in Hoffenheim vor etwa 3.000 Zuschauern nicht über ein 3:3 hinaus kamen. Auch in der darauffolgenden Saison (2013/14) mussten die Spielerinnen aus der Domstadt sich mit Platz 2 hinter dem SC Sand zufriedengeben. Diesmal war der Abstand auf den begehrten Aufstiegsplatz mit neun Punkten deutlich größer gewesen als in der Vorsaison.
In der Saison 2014/15 gelang dem FC der ersehnte Aufstieg in die 1. Bundesliga. Am 18. Spieltag sicherte man sich durch einen 4:1-Heimsieg gegen die zweite Mannschaft des 1. FFC Frankfurt vorzeitig die Meisterschaft. Am 12. November 2015 entband der Verein Cheftrainer Willi Breuer, der seit 2012 im Amt gewesen war, sowie Co-Trainerin Bianca Rech von ihren Aufgaben. Nico Reese wurde Interimstrainer. Am 1. Dezember 2015 wurde dann Marcus Kühn als neuer Cheftrainer präsentiert, Reese wurde dessen Co-Trainer. Trotzdem konnte der Abstieg in die zweite Liga nicht verhindert werden.
Im Sommer 2016 übernahm erneut Breuer die Rolle des Cheftrainers, Reese blieb weiter Co-Trainer. Die Saison 2016/17 beendeten die Kölnerinnen auf dem zweiten Tabellenplatz in der 2. Fußball-Bundesliga Süd. Damit gelang ihnen der direkte Wiederaufstieg, da die zweite Mannschaft der TSG 1899 Hoffenheim, die die Meisterschaft gewonnen hatte, nicht aufstiegsberechtigt war. Die folgende Saison endete am vorletzten Spieltag – nach einer 0:2-Niederlage gegen Werder Bremen – mit dem Abstieg in die nun eingleisige Zweite Bundesliga zur Saison 2018/19. Wieder gelang dem FC die direkte Rückkehr in die 1. Bundesliga, in der man nach der Hinrunde der Saison 19/20 nur dank Tordifferenz nicht auf einem Abstiegsplatz lag. Zum 1. Januar 2020 verabschiedete sich Willi Breuer sechs Monaten früher als geplant in die Rente, und Sascha Glass vom SC Sand übernahm als Trainer. Seit Januar 2025 ist Britta Carlson Trainerin.

## Erfolge
als SV Grün-Weiß Brauweiler:
- Deutscher Meister: 1997
- Deutscher Vizemeister: 1992, 1994, 1995
- Meister Frauen-Bundesliga (Nord): 1995, 1996, 1997
- Vizemeister der Frauen-Bundesliga (Nord): 1992, 1993, 1994
- DFB-Pokal-Sieger: 1991, 1994, 1997
- Finalist im DFB-Pokal: 1993
- DFB-Supercup-Sieger: 1994, 1997
- DFB-Hallenpokal-Sieger: 1994 (inoffiziell)
- Meister der Regionalliga West: 1991

als FFC Brauweiler Pulheim:
- Finalist im DFB-Hallenpokal: 2001
- Meister 2. Bundesliga (Nord): 2005
- Meister der Regionalliga West: 2009

als 1. FC Köln:
- Meister 2. Bundesliga (Süd): 2015, 2021
- Vizemeister 2. Bundesliga (Süd): 2011, 2013, 2014, 2017
- Viertelfinale im DFB-Pokal (Frauen): 2010, 2014, 2015, 2023

1. FC Köln II
- Meister der Regionalliga West: 2017, 2022
- Vizemeister der Regionalliga West: 2016
- Meister der Frauen-Verbandsliga Mittelrhein: 2011, 2013
- Meister der Frauen-Landesliga Mittelrhein (Staffel 2): 2010

1. FC Köln (Juniorinnen)
- Finalteilnahme um die Deutsche B-Juniorinnen-Meisterschaft 2018
- Meister der B-Juniorinnen-Bundesliga West/Südwest: 2017, 2018
- Meister der B-Juniorinnen-Regionalliga West: 2016 (II.)
- Vizemeister der B-Juniorinnen-Regionalliga West: 2014 (II.)
- FVM-B-Juniorinnen-Pokalsieger: 2013, 2014, 2015, 2018
- Sieger des DFB B-Juniorinnen Futsal Cup: 2018
- Sieger des WDFV B-Juniorinnen-Cup: 2017, 2018
- Zweiter des DFB B-Juniorinnen Futsal Cup: 2017
- Meister der B-Juniorinnen Mittelrheinliga: 2015
- Dritter beim Gütersloher Hallenmasters: 2017
- Sieger des B-Turniers beim Gütersloher Hallenmasters: 2018
- FVM-C-Juniorinnen-Pokalsieger: 2014, 2015, 2016, 2017
- Sieger des DFB C-Juniorinnen Futsal Cup: 2017
- Sieger des WDFV C-Juniorinnen-Cup: 2017, 2018

## Kader der Saison 2025/26
Stand: 1. August 2025
(Sortierung nach Trikotnummer)
| 01 | Lisa Schmitz    | Deutschland |
| 12 | Paula Hoppe     | Deutschland |
| 23 | Aurora Mikalsen | Norwegen    |

| 04 | Sara Agrež      | Slowenien   |
| 05 | Celina Degen    | Osterreich  |
| 13 | Merle Hokamp    | Deutschland |
| 14 | Carlotta Imping | Deutschland |
| 15 | Amelie Bohnen   | Deutschland |
| 20 | Sylwia Matysik  | Polen       |
| 21 | Anna Gerhardt   | Deutschland |
| 24 | Ella Touon      | Schweiz     |
| 25 | Laura Donhauser | Deutschland |
| 33 | Marina Hegering | Deutschland |

| 08 | Laura Vogt           | Deutschland        |
| 09 | Adriana Achcińska    | Polen              |
| 10 | Weronika Zawistowska | Polen              |
| 16 | Zoe Hasenauer        | Deutschland        |
| 17 | Lydia Andrade        | Schweiz            |
| 18 | Taylor Ziemer        | Vereinigte Staaten |
| 22 | Julia Schiffarth     | Deutschland        |
| 26 | Martyna Wiankowska   | Polen              |
| 27 | Laura Feiersinger    | Osterreich         |

| 07 | Anna-Lena Stolze    | Deutschland |
| 11 | Pauline Bremer      | Deutschland |
| 19 | Dóra Zeller         | Ungarn      |
| 29 | Vanessa Leimenstoll | Deutschland |

### Transfers zur Saison 2025/26
Stand: 1. August 2025
| Lydia Andrade (RB Leipzig)               |
| Pauline Bremer (Brighton & Hove Albion)  |
| Marina Hegering (VfL Wolfsburg)          |
| Merle Hokamp (FSV Gütersloh 2009)        |
| Lisa Schmitz (VfL Wolfsburg)             |
| Ella Touon (SKN St. Pölten)              |
| Weronika Zawistowska (FC Bayern München) |

| Amélie Delabre (RSC Anderlecht)        |
| Alena Bienz (SC Freiburg)              |
| Nicole Billa (VfB Stuttgart)           |
| Lotta Cordes (Austria Wien)            |
| Janina Hechler (VfB Stuttgart)         |
| Jasmin Pal (Austria Wien)              |
| Emma Lattus (Borussia Mönchengladbach) |
| Josefine Osigus (SKN St. Pölten)       |
| Lilith Schmidt (VfL Bochum)            |

### Trainerstab
Stand: 2. Januar 2025
| Nat.        | Name              | Funktion        | im Verein seit |
| ----------- | ----------------- | --------------- | -------------- |
| Deutschland | Britta Carlson    | Trainerin       | 2025           |
| Deutschland | Jacqueline Dünker | Co-Trainerin    | 2024           |
| Deutschland | Noah Eberhaardt   | Co-Trainer      | 2023           |
| Deutschland | Marc Ernzer       | Torwarttrainer  | 2023           |
| Deutschland | Maximilian Goller | Athletiktrainer | 2023           |

## Stadion
Die Frauen-Abteilung des 1. FC Köln trug bis zur Saison 2014/15 ihre Heimspiele im Franz-Kremer-Stadion oder auf dem Rasenplatz 7 im RheinEnergieSportpark aus. Die Zuschauerkapazität des zum Trainingsgelände des Vereins am Geißbockheim gehörenden Stadions beläuft sich auf 5.000 Plätze, darunter 4.000 nicht überdachte Stehplätze sowie 1.000 überdachte Sitzplätze.
Nach dem Aufstieg in die höchste Spielklasse im deutschen Frauenfußball wurden in der Saison 2015/16 die Spiele der ersten Mannschaft im 11.748 Zuschauer fassenden Südstadion ausgetragen, der 1. FC Köln belegte aber bezüglich Zuschauerzuspruch unter allen zwölf Bundesligisten mit durchschnittlich nur 472 Zuschauern pro Spiel den letzten Platz. Auch der Negativrekord der Bundesligasaison 2015/16 wurde bei einem Heimspiel des 1. FC Köln aufgestellt: Am 15. November 2015 wurden beim Spiel gegen 1899 Hoffenheim lediglich 215 Zuschauer im Stadion gezählt. Zu den Auswärtsspielen des 1. FC Köln kamen dagegen in der Saison 2015/16 durchschnittlich 961 Zuschauer in die Stadien.
Nach dem Abstieg in die 2. Liga wurden in der Saison 2016/17 die Heimspiele wieder im Franz-Kremer-Stadion bzw. auf Rasenplatz 7 ausgetragen. Nach dem direkten Wiederaufstieg zogen die FC-Frauen für die Spiele in der 1. Liga erneut ins Südstadion.
Die Heimspiele im DFB-Pokal tragen die FC-Frauen unabhängig ihrer Ligenzugehörigkeit im Franz-Kremer-Stadion oder auf dem Rasenplatz 7 im RheinEnergieSportpark aus.

## 1. FC Köln II
Die zweite Frauenmannschaft des Vereins begann 2009/10 in der Landesliga Mittelrhein (Staffel 2), in der sie auf Anhieb den Titel gewann. In der Verbandsliga Mittelrhein wurde ebenfalls der Meistertitel gewonnen und somit spielte die Mannschaft 2011/12 erstmals in der Regionalliga West. In dieser Spielklasse belegte das Team Platz 11 und stieg daher in die Verbandsliga Mittelrhein ab. Dort wurde die Mannschaft in der Folgesaison erneut Meister und konnte somit in die Regionalliga zurückkehren. In der Saison 2013/14 wurde erneut Platz 11 belegt, der diesmal aber zum Klassenerhalt reichte. In den folgenden drei Spielzeiten wurden nacheinander der dritte, zweite und erste Platz der Regionalliga West erreicht. Damit stand am Ende der Saison 2016/17 der Aufstieg in die Gruppe Süd der seinerzeit zweigleisigen 2. Bundesliga fest. Somit war das Team in der Saison 2017/18 zum ersten Mal zweitklassig, stand jedoch bereits vier Spieltage vor Ende der Saison als Absteiger fest. Von 2018 bis 2022 war der Verein in der Regionalliga West, in der Saison 2022/23 ein weiteres Mal in der 2. Bundesliga vertreten. Seit der Saison 2023/24 spielt die Mannschaft wieder in der Regionalliga West.